# 馬爾基夫卡 (普里盧基區)
50°31′45″N 32°21′33″E / 50.52917°N 32.35917°E
馬爾基夫卡（烏克蘭語：Малківка），是烏克蘭的村落，位於該國北部切爾尼戈夫州，由普里盧基區負責管轄，始建於1881年，面積2.68平方公里，海拔高度126米，2001年人口646，人口密度每平方公里241.3人。